# Смардзев (Мазовецьке воєводство)
Смардзев (пол. Smardzew) — село в Польщі, у гміні Радзанув Білобжезького повіту Мазовецького воєводства.
Населення — 177 осіб (2011).
У 1975-1998 роках село належало до Радомського воєводства.

## Демографія
Демографічна структура станом на 31 березня 2011 року:
|          | Загалом | Допрацездатний вік | Працездатний вік | Постпрацездатний вік |
| -------- | ------- | ------------------ | ---------------- | -------------------- |
| Чоловіки | 87      | 23                 | 55               | 9                    |
| Жінки    | 90      | 15                 | 51               | 24                   |
| Разом    | 177     | 38                 | 106              | 33                   |